# Дзбановський Борис Вікторович
Дзбано́вський Бори́с Ві́кторович (4 (17) лютого 1909 , Умань, Уманський повіт, Київська губернія, Російська імперія  — 28 листопада 2000 , Київ ) — український радянський архітектор, член Спілки архітекторів України з 1939 року.

## Біографія
Народився 4 (17) лютого 1909 року в Умані, у 1926–1930 роках навчався на будівельному факультеті Індустріального технікуму в Умані, у 1931–1937 роках — на факультеті інженерних споруд Київського будівельного інституту. У 1926–1931 роках працював в Умані, з 1932 року — у різних проєктних організаціях Києва. У 1941–1944 роках у евакуації в м. Анжеро-Судженськ, працював проєктувальником у проєктному інституті «Кузбассшахтопроект». У 1944 році повертається з евакуації, працює в Харкові та Донецьку в проєктному інституті «Південшахтопроект». З 1948 по 1964 рік — головний архітектор, заступник головного інженера проєктного інституту «Укрдіпрошахт», з 1959 року — «УкрНДІпроект». З 1964 року — головний інженер проєктного інституту «КиївНІІПмістобудування». З 1971 року на пенсії.
Зробив серію рисунків одностроїв військ, що брали участь у Франко-російській війні 1812 року (зберігаються в Музеї історії Києва).
Автор текстів до музичних творів М. М. Жербіна «Шахтарський вальс», «Донбас бойовий», «Батьківщина».
Жив у будинку № 11а по вулиці Пушкінській. Помер у Києві 28 листопада 2000 року.

## Творчість

### Автор і співавтор проектів
- Адміністративні і житлові будівлі в Умані (1927–1932);
- Споруди радіостанції в Броварах Київської області (1936–1937);
- ТЕЦ в Києві, Дніпропетровську, Воронежу (1937–1941);
- Ламповий завод і збагачувальна фабрика в Прокоп'євську (1941–1944);
- Рудоремонтні заводи в Горлівці, Стаханові, Красному Лучі (1944–1948);
- Будівлі інституту «Укрдіпрошахт» в Києві (1949–1956, вул. Богдана Хмельницького, 4, нині тут розташоване ДП «Вугілля України»);
- Драматичний театр в Макіївці Донецької області (у співавторстві з І. П. Насєдкіним, В. П. Фадеїчевим, 1951);
- Будинок техніки в Луганську (у співавторстві з В. П. Фадеїчевим, М. М. Сиркіним, 1950–1953);
- Клуб ІТП в Лисичанську (у співавторстві з В. П. Фадеїчевим, Є. Л. Івановим, 1951);
- Палац культури в Краснодоні (1958), Червонограді (1960);
- Інститут автоматики в Києві (1962), лабораторно-інженерний корпус Інституту надтвердих матеріалів ім. В. М. Бакуля в Києві (1964);
- Обчислювальний центр Інституту економіки в Києві, бульвар Миколи Міхновського, 28 (у співавторстві з Є. Єжовою, М. Сиркіним, інженери В. Бронштейн, М. Щиголь, 1968);
- Генеральний план Нововолинська Львівській області (1958), Дніпрорудного (1961), Буйнакська, смт Асканія-Нова;
- Станції Київського метрополітену: «Університет» (1960)[2], «Політехнічний інститут» (1963).

## Зображення

Будинок техніки у Луганську
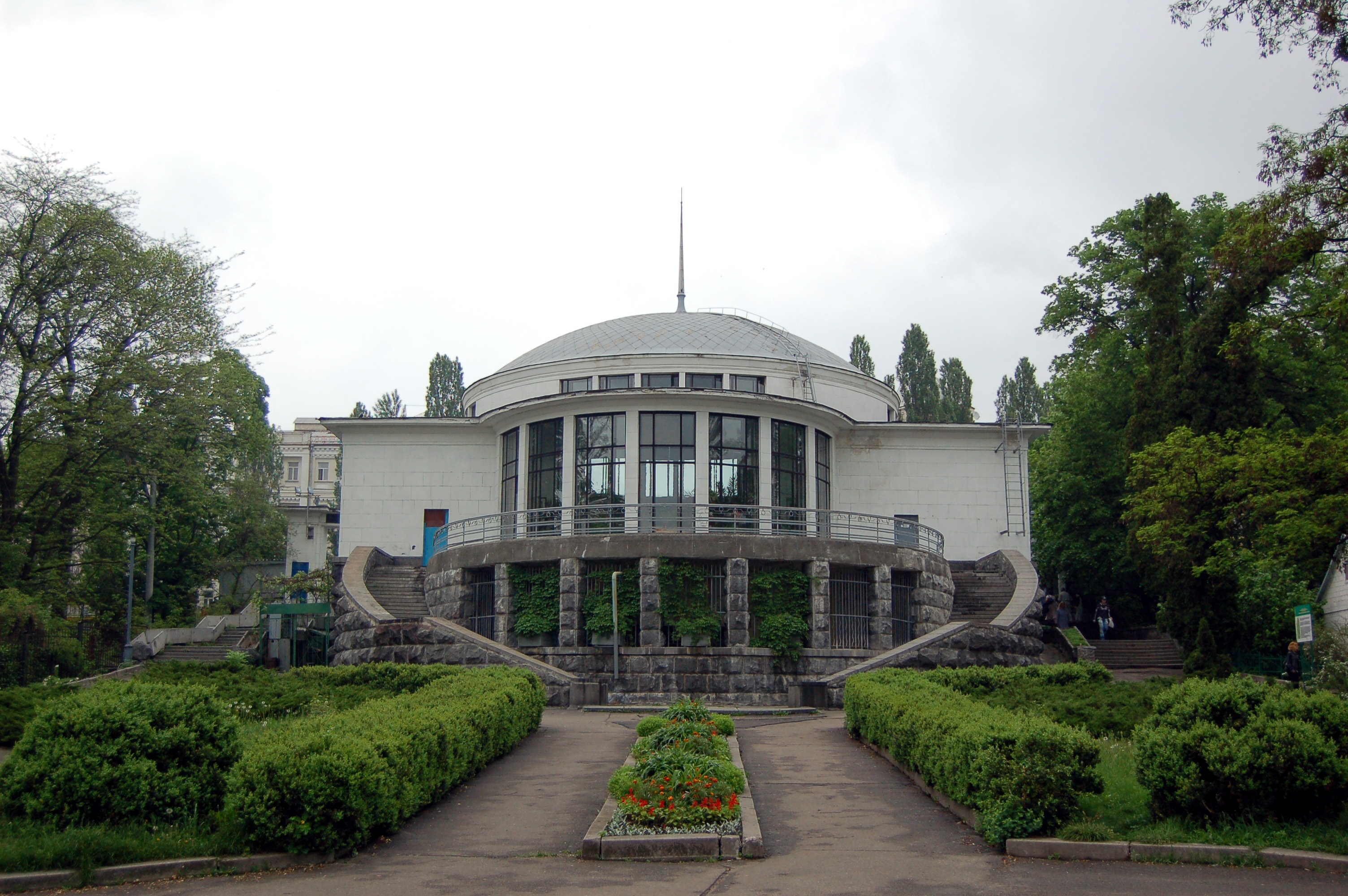
Наземний вестибюль станції метро «Університет»
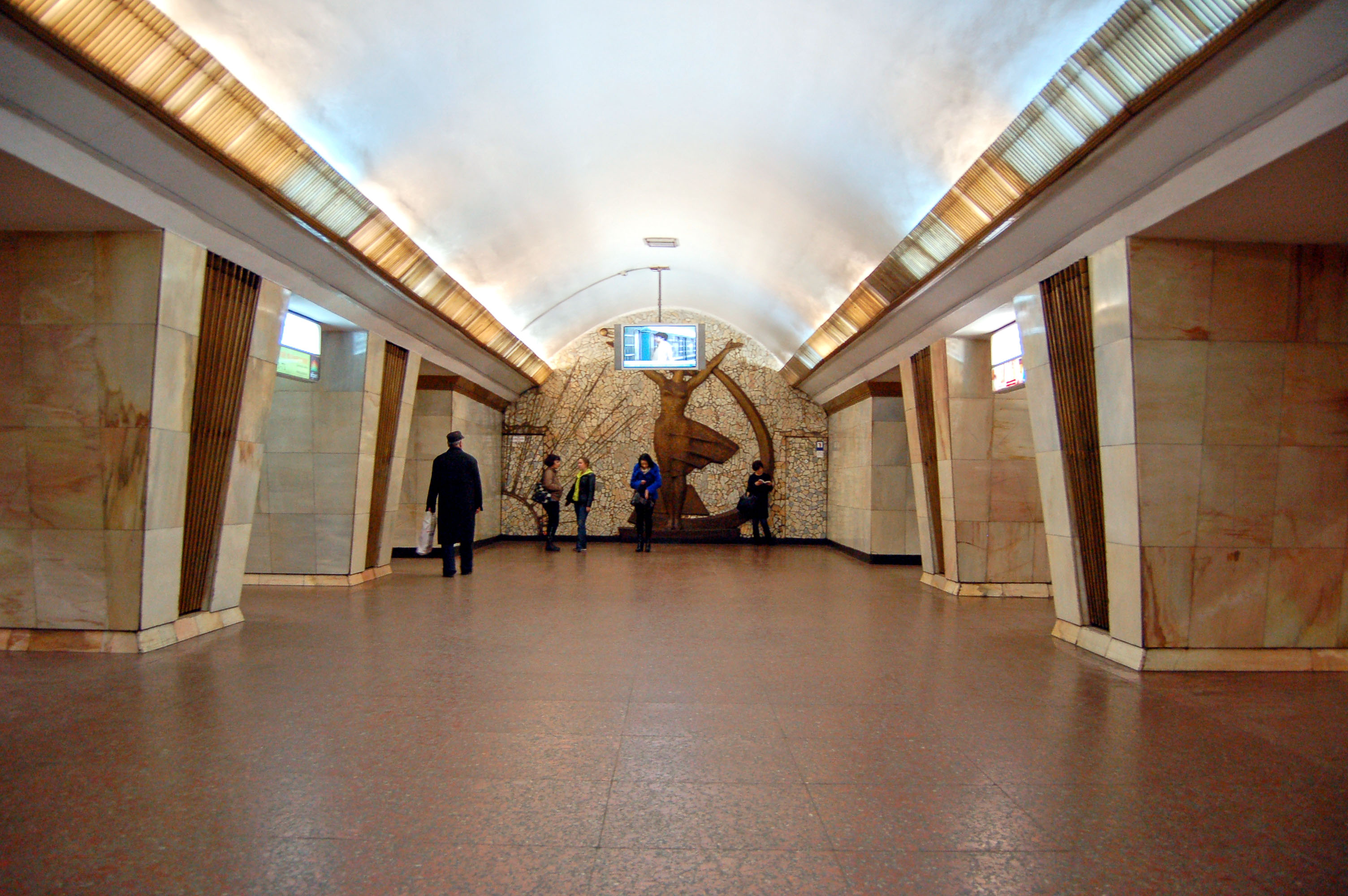
Станція метро «Політехнічний інститут»
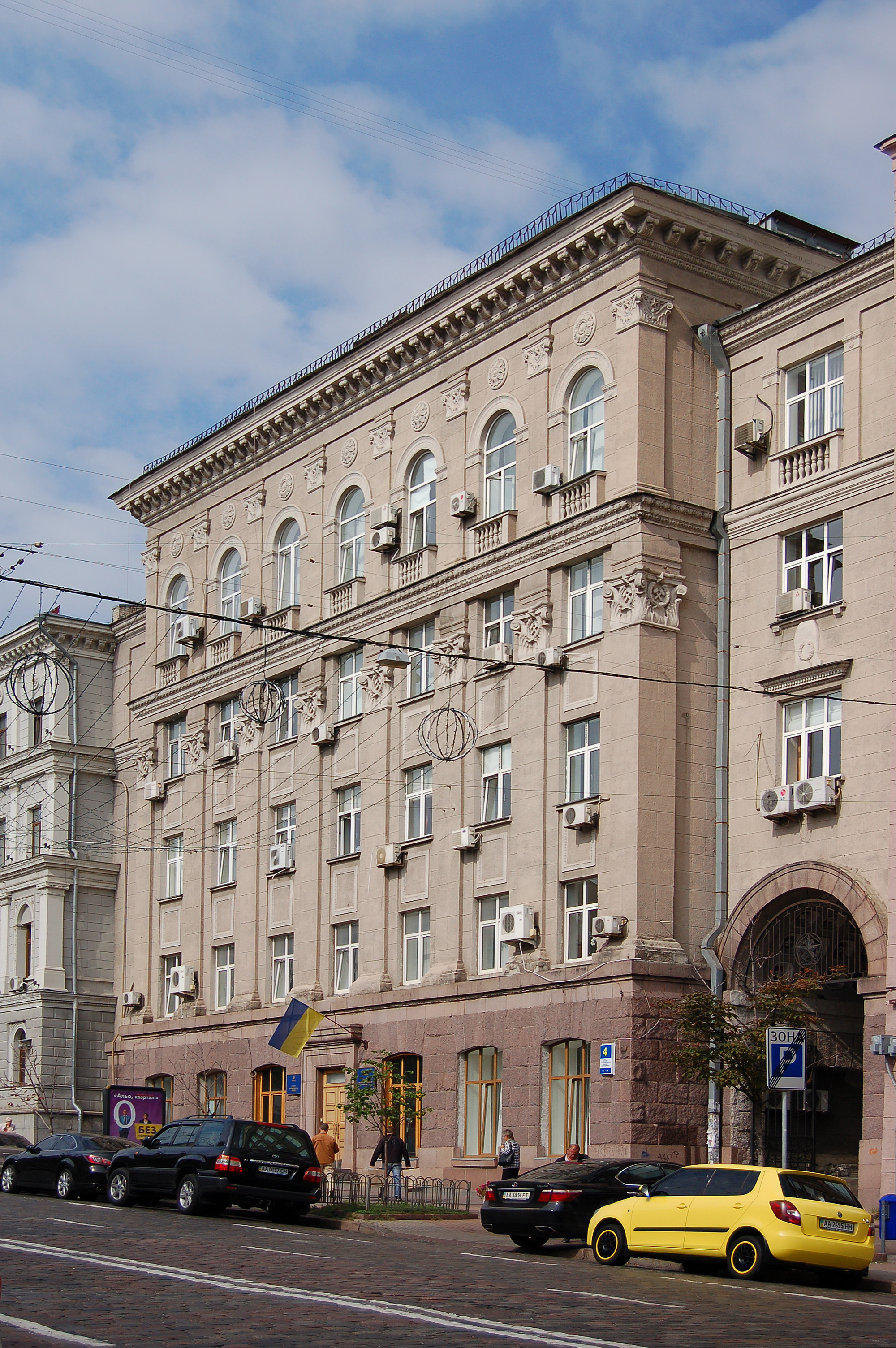
Будівля інституту «Укрдіпрошахт»